# شووا دنکو
شووا دنکو (انگلیسی: Showa Denko) شرکت صنایع شیمیایی ژاپنی است، که در سال ۱۹۳۹ تأسیس شد.